# Lunca de Sus
Lunca de Sus (en hongrois: Gyimesfelsőlok) est une commune roumaine du județ de Harghita, dans la région historique de Transylvanie.

## Géographie
Elle est composée des six villages suivants:
- Comiat (Komjádpataka)
- Izvorul Trotușului (Sántatelek)
- Lunca de Sus, siège de la commune
- Păltiniș-Ciuc (Nyíresalja)
- Valea Gârbea (Görbepataka)
- Valea Ugra (Ugrapataka)

Lunca de Sus est située dans la partie du centre-est du comté de Harghita, à l'est de la Transylvanie dans le Pays Sicule (région ethno-culturel et linguistique), dans la Ținutul Ghimeșului, à 34 km de la ville de Miercurea Ciuc